# استان دالابا
استان دالابا (به لاتین: Dalaba Prefecture) یک منطقهٔ مسکونی در گینه است که در ناحیه مامو واقع شده‌است. استان دالابا ۴٬۴۰۰ کیلومتر مربع مساحت و ۱۵۵٬۰۰۰ نفر جمعیت دارد.